# Oberonia heliophila
Oberonia heliophila är en orkidéart som beskrevs av Heinrich Gustav Reichenbach. Oberonia heliophila ingår i släktet Oberonia och familjen orkidéer. Inga underarter finns listade i Catalogue of Life.